# Adam Mason
Adam Mason (ur. 1975 w Cambridge) – angielski reżyser, scenarzysta i producent filmowy.

## Życiorys
Ukończył szkołę London Film School i rozpoczął swoją filmową karierę. Wyreżyserował i wyprodukował ponad 90 teledysków oraz filmów krótkometrażowych. W 2004 roku rozpoczął produkcję filmu Broken – produkcji z budżetem mniejszym niż 5000 tysięcy funtów. Otrzymał za nią wiele nagród na całym świecie. Dzięki temu zauważono go w Hollywood i kilka miesięcy później wyreżyserował The Devil’s Chair, gdzie był zaprezentowany na Torronto Film Festival, gdzie reżyser znów odniósł sukces i zdobył wiele nagród. Film został doceniony również w Polsce na Horrorfestival.pl 2007, gdzie zdobył główna nagrodę – Złotą Czaszkę.

## Filmografia
Reżyser
- Descent (1995)
- In the Thick of It All (1996)
- One Day in June (1996)
- Dead Man’s Money (1997)
- Forrest Pump (1997)
- Into Temptation (1998)
- Apartment 7d (1999)
- The 13th Sign (2000)
- Dust (2001)
- Prey (2003)
- Ruby (2004)
- W mroku zła (2006)
- Krzesło diabła (2007)
- Rzeka krwi (2009)
- Luster (2010)
- Pig (2010)
- Junkie (2012)
- Hangman (2015)

Scenarzysta
- The 13th Sign (2000)
- Dust (2001)
- Prey (2003)
- Ruby (2004)
- W mroku zła (2006)
- Krzesło diabła (2007)
- Rzeka krwi (2009)
- Luster (2010)
- Pig (2010)
- Junkie (2012)
- Ryzyko zawodowe (2014)
- Hangman (2015)
- Pozory prawdy (2016)

Producent
- The 13th Sign (2000)
- Dust (2001)
- Prey (2003)
- Ruby (2004)
- W mroku zła (2006)
- Krzesło diabła (2007)
- Rzeka krwi (2009)
- Luster (2010)
- Pig (2010)
- Junkie (2012)
- Hangman (2015)[3]